# Rhetus laodamia
Rhetus laodamia är en fjärilsart som beskrevs av Felder 1862. Rhetus laodamia ingår i släktet Rhetus och familjen Riodinidae. Inga underarter finns listade.